# Schoharie (villa)
Schoharie es una villa ubicada en el condado de Schoharie en el estado estadounidense de Nueva York. En el año 2000 tenía una población de 1,030 habitantes y una densidad poblacional de 241 personas por km².

## Geografía
Schoharie se encuentra ubicada en las coordenadas 42°40′1″N 74°18′35″O / 42.66694, -74.30972.

## Demografía
Según la Oficina del Censo en 2000 los ingresos medios por hogar en la localidad eran de $33,203, y los ingresos medios por familia eran $50,750. Los hombres tenían unos ingresos medios de $34,000 frente a los $27,031 para las mujeres. La renta per cápita para la localidad era de $20,806. Alrededor del 9% de la población estaban por debajo del umbral de pobreza.